# Участок реки Уфа между Тимофеевым и Зайкиным камнями
Уча́сток реки́ Уфа́ ме́жду Тимофе́евым и За́йкиным камня́ми — особо охраняемая природная территория, гидрологический памятник природы регионального значения в Челябинской области. Статус памятника природы закреплён решением исполнительного комитета Челябинского областного Совета народных депутатов № 407 от 23 октября 1989 года.

## Местонахождение
Россия, Средний Урал: Челябинская область, Нязепетровский район, окрестности села Арасланово.
Уральская спелеологическая страна, Западно-Уральская спелеологическая провинция, Средняя спелеологическая область, спелеологический район Уфимского амфитеатра, Верхнеуфимский спелеологический подрайон, Араслановское карстовое поле.

## Характеристика
Наиболее живописная часть реки Уфа между Тимофеевым и Зайкиным камнями. В этом месте река пробивает себе путь среди горного поднятия, соединяющего Бардымский хребет с Уфимским нагорьем. На протяжении 6—7 км река Уфа течёт словно по змеевику, несколько раз меняет направление на 180 градусов по течению, так же к реке круто обрываются скалы и утёсы. В районе села Арасланово к реке подходит сплошная каменная стена.
Уникальность памятника природы заключается в его географическом положении: практически рядом находится граница двух частей света — Европы и Азии. Здесь наблюдается флористический рубеж ареалов широколиственных европейских видов и Сибирских флористических элементов черневой тайги. Хотя памятник расположен в северном секторе зоны южной тайги, с запада к нему примыкают участки изменённых человеком лесостепей, что обуславливает пейзажный контраст местности и уникальность флористического состава. Также, этот участок сосредоточил значительное количество уникальных объектов: небольшие озёра (что совершенно не характерно для карстовых областей), скалы-останцы и большие пещеры, двухкилометровый каменный цирк с пещерным комплексом, живописные устья нескольких речушек с кристально чистой и очень холодной водой. В скальных обнажениях берегов Уфы имеется более 30 пещер и гротов.

### Геология
Рельеф: 100 % низкогорный (склоны — 45 %, древ.пов.выравнивания — 40 %, днище долины — 15 %). Минимальная высота над уровнем моря 254,1 м, максимальная — 335,3 м. Достопримечательные геологические объекты: 8 пещер и гротов. Достопримечательные геоморфологические объекты: 9 эрозионных террас. Климат: континентальный. Средне-месячная температура самого теплого месяца — 16,4 градуса по Цельсию. Годовая сумма осадков — 538 мм. Преобладающие типы почв: дерново-подзолистые, серые лесные, пойменные, среднесуглинистые, легкосуглинистые, супесчаные и песчаные. Коренные породы: известняки, пески, глины; глубина залегания от 0,1 м до 20 м.

### Биология
Наиболее распространённым типом коренной растительности района являются широколиственно-темнохвойные и темнохвойные леса из ели и пихты с более или менее значительной примесью липы, ильма и клёна. Преобладают кисличные, злаково-крупнотравные и крупнопапоротниковые типы леса с хорошо развитым подлеском и участием ряда неморальных видов (Festuca altissima, F. gigantea, Brachypodium sylvaticum, Carex sylvatica, Galium odoratum, Stachys sylvatica и др.) в травяном ярусе. В северной части района в составе темнохвойных лесов очень редко встречаются единичные экземпляры кедра сибирского. На небольших участках, приуроченных к наиболее плодородным карбонатным почвам, встречаются широколиственные леса — ильмово-кленово-липовые и изредка дубовые. Широко распространены также сосновые леса, обычно с примесью липы (липняково-черничные, вейниково-крупнотравные, орляково-разнотравные). Леса района сильно нарушены рубками и пожарами, под воздействием которых коренные типы леса в значительной степени сменились на производные берёзовые, осиновые и низкопродуктивные широколиственные (преимущественно липовые) леса, обычно с примесью ели, пихты и сосны. Среди лесов часто встречаются луговые поляны, покрытые мезофитными злаково-разнотравными лугами, в большинстве случаев имеющими послелесное происхождение. В верхних частях склонов горных хребтов имеются высокотравные поляны, видовой состав сообществ которых сходен с таковым субальпийских высокотравий более высоких гор Южного Урала (Aconogonon alpinum, Aconitum septentrionale, Crepis sibirica, Cicerbita uralensis, Senecio nemorensis, Pleurospermum uralense и др.). В долинах Уфы и её главных притоков участки пойменных злаково-разнотравных лугов чередуются с урёмными ольхово-черемуховыми зарослями, в травяном покрове которых представлен ряд неморальных эфемероидов (Anemonoides uralensis, Ficaria verna, Corydalis bulbosa). Болотная растительность на территории района распространена сравнительно мало. Кроме заболоченных ивняков и осоковых кочкарников, часто встречающихся в долине Уфы, относительно крупный массив мезотрофных осоково-сфагновых болот с редкими для района бореальными видами (Betula humilis, Salix lapponum, S. myrtilloides, Ledum palustre, Carex disperma, C. dioica, C. pauciflora, C. paupercula, C. tenuiflora и др.) имеется у впадения р. Кизил в Уфу. На скальных обнажениях по берегам Уфы и её притоков встречаются петрофитные сообщества, состав которых характерен для лесной зоны Урала (Elytrigia reflexiaristata, E. elongatiformis, Schivereckia hyperborea, Potentilla longifolia, Thymus punctulosus, Crepis foliosa и др.) и включает ряд редких для области видов (Gymnocarpium robertianum, Artemisia santolinifolia, Potentilla kuznetzowii, Helianthemum nummularium). На известняковых обнажениях и склонах правобережья Уфы у с. Шемаха имеются фрагменты степной растительности, в состав которой входит ряд редких для района степных и петрофитно-степных видов — Stipa pennata, Festuca valesiaca, Echinops crispus, Minuartia krascheninnikovii, Carex pediformis, Helictotrichon schellianum, Serratula gmelinii, Nepeta pannonica, Veronica spuria, Onosma simplicissima, Oxytropis pilosa, Potentilla humifusa, Cerasus fruticosa, Adonis vernalis и др. Незначительные фрагменты петрофитно-степной растительности с участием редких видов (Stipa dasyphylla, Carex amgunensis, C. obtusata) имеются также на крайнем юго-востоке района, где они приурочены к вершинам каменистых сопок на правом берегу Уфы близ её истоков (гора «Верхне-Шигирская Сопка»).
Так же встречаются виды занесённые в Красную книгу РФ: Кулик-сорока (Haematopus ostralegus longipes), Ковыль перистый (Stipa pennata), Венерин башмачок настоящий (Cypripedium calceolus), Минуарция Гельма (Minuartia helmii), Ветреница уральская (Anemonoides uralensis), Шиверекия подольская (северная, икотниковая, горная (Schivereckia hyperborea)).
И виды включённые дополнительно в Красную книгу Челябинской области: Гнездовка настоящая (Neottia nidus-avis), Дремлик тёмно-красный (Epipactis atrorubens), Кувшинка чисто-белая (Nymphaea candida), Лапчатка Кузнецова (Potentilla kuznetzowii), Первоцвет кортузовидный (Primula cortusoides).

## Значимые объекты (по течению реки)

### Скала (притёс) и Пещерный комплекс «Тимофеев камень»
- 56°10′33″ с. ш. 59°20′16″ в. д.HGЯO

Скала находится на левом берегу реки Уфа. Южная оконечность притёса выходит к реке, к северу вниз по течению реки скальный массив постепенно отдаляется от берега реки. В скале обнаружен и определён Пещерный комплекс «Тимофеев камень» в мае 2004 года в ходе спелеоархеологического и палеонтологического обследования, проведённого Юриным В. И. Состоит из 9 пещер и гротов, в том числе пещера «Тимофеев Камень — 1», грот «Тимофеев Камень Малый» и «Тимофеев Камень Большой». Комплексные научные исследования проведены в 2004 году. В гроте «Тимофеев Камень Малый» обнаружены архезоологические и палеонтологические (голоцен) материалы. Является археологическим Пещерным комплексом. Название комплексу дано руководителем экспедиции по названию притеса (скалы). Объект научно-познавательного рекреационного значения.

### Река Табуска
- 56°10′29″ с. ш. 59°20′57″ в. д.HGЯO

Река Табуска — правый приток реки Уфа. Устье находится напротив скалы Тимофеев камень. Исток — на южном склоне горы Берёзовая возле посёлка Табуска.

### Река Рассыпная
- 56°10′41″ с. ш. 59°21′10″ в. д.HGЯO

Река Рассыпная — правый приток реки Уфа. Устье в нескольких сотнях метров ниже по течению от устья соседней реки Табуска. Примечательна тем, что у неё есть правый приток, тоже с названием Табуска, но это другая река, которая берёт начало на северном склоне горы Сламь около посёлка Арасланово, а не одноимённая соседняя река впадающая в реку Уфа.

### Река Черемшанка
- 56°11′17″ с. ш. 59°18′48″ в. д.HGЯO

Река Черемшанка (тат. «Чирмеш» — черемисы) — левый приток реки Уфа. Небольшая речка, но примечательна тем, что вдоль русла некогда располагалось селение марийцев-черемисов. Небольшой участок протекает через озеро с заболоченными берегами (старица реки Уфа), а устье находится на участке старого русла реки Уфа, превращающегося постепенно в старицу.

### Река Сахарка
- 56°11′22″ с. ш. 59°18′34″ в. д.HGЯO

Река Сахарка (тат. «Сакрык» от тат. сазламык и баш. һаҙлыҡ — «топь», «трясина») — левый приток реки Уфа. Устье находится на участке старого русла реки Уфа, превращающегося постепенно в старицу. Берега, особенно у устья, глинистые, вязкие, топкие — отсюда и название на местном наречии татарского, русифицированное как Сахарка.

### Скала и пещера «Ребристая»
- 56°11′28″ с. ш. 59°19′33″ в. д.HGЯO

Скала на левом берегу реки Уфа, в 1,8 км к югу от села Арасланово, ниже по течению от устья реки Сахарки. Местное название — «Ике-Таш» (тат. ике — два).
В скале открыта и обследована пещера «Ребристая», имеющая два входа. Представляет сильно разветвлённую систему ходов и гротов. Общая длина пещеры 115 м: левой части — 55,8 м, правой части — 59 м. Левая часть пещеры до конца не изучена, так как один из её ходов почти постоянно заполнен водой. Пещера интересна ребристым строением стен (стены разбиты многочисленными наклонными трещинами). Пол пещеры неровный, покрыт толстым слоем карстовой глины, завален известняковыми глыбами, много наносного материала (древесной коры, палок и бревен). В весеннее время часть пещеры подтапливается. Все ходы пещеры сориентированы по тектоническим трещинам и в основном узкие. У входа наблюдается капёж воды со сводов. Летом температура в пещере не превышает + 4 °C.

### Село Арасланово
- 56°12′30″ с. ш. 59°18′30″ в. д.HGЯO

Село Арасланово (до 1995 г. — деревня) расположено на левом берегу реки Уфа. Через реку перекинут железобетонный мост (до 1992 года — деревянный, возводимый ежегодно после ледохода). На правом берегу реки расположена животноводческая ферма. Чуть ниже по течению реки — традиционное место проведения жителями села праздника «Сабантуй». Через село протекает и впадает в Уфу небольшая река Алдакуль.

### Скала «Роговик»
- 56°12′41″ с. ш. 59°18′53″ в. д.HGЯO

Скала с останцем в виде рога, находится на левом берегу реки Уфа, на окраине села Арасланово. Со стороны села напоминает голову носорога с рогом, отсюда и название. Нижняя кромка останца до реки не доходит.

### Скала и пещера «Араслановская»
- 56°12′39″ с. ш. 59°18′56″ в. д.HGЯO

Скала находится на левом берегу реки Уфа рядом со скалой Роговик, с которой часто путают. Более крупная, нижняя часть вдаётся в реку. В скале имеется неглубокая пещера. С определённой точки наблюдения чуть ниже по течению напоминает огромного льва (тат. арыслан — лев) лежащего на брюхе и пьющего воду из реки.

### Скала и Пещерный комплекс «Яман-Таш»
- 56°12′48″ с. ш. 59°20′04″ в. д.HGЯO

Скала находится на правом берегу реки Уфа. Скала, вероятно, названа так из-за «поющей пещеры» в ней (в ветреную погоду слышны разные звуки) и естественной выемки в скале напоминающей со стороны реки голову человека — «голова шамана» (тат. Яман — плохой, обманчивый + тат. таш — скала, камень). Также в скале обнаружены наскальные рисунки эпохи неолита «Араслановская писаница» и стойбище людей той же эпохи в одной из пещер. Писаница была обнаружена в 1968 году В. Т. Петриным, изучалась В. Н. Широковым в 90-х годах прошлого столетия. Представлена 2 группами рисунков (6 и 8 изображений) и двумя одиночными рисунками.
В скале «Яман-Таш» обнаружен и определён Пещерный комплекс «Яман-Таш» (по другим данным — «Араслановский-2») в 1996 году, в ходе первого спелеоархеологического и палеонтологического обследования, проведённого Юриным В. И. Состоит из 11 пещер, в том числе пещера «Яман-Таш». Комплексные научные исследования проведены в 1996 и 2002 годах. В пещере «Яман-Таш» обнаружены в 1966, 1996 и 2002 годах археологические (эпохи: бронзы, раннего железного века, средневековья) и палеонтологические (голоцен) материалы. Является археологическим Пещерным комплексом. Название комплексу дано участниками экспедиции 1996 года по названию скалы. Объект научно-познавательного рекреационного значения.

### Скалы «Лось» и «Камень-копна»
- 56°13′11″ с. ш. 59°19′35″ в. д.HGЯO

Скала «Лось» находится на левом берегу реки Уфа. Напоминает фигуру лося (на фото: головой направо по течению реки). Рядом с ней в реке находится скала «Камень-копна» — отколовшаяся от скалы некогда глыба. Напоминает небольшую копну сена.

### Река Мельничная
- 56°13′17″ с. ш. 59°19′40″ в. д.HGЯO

Река Мельничная — правый приток реки Уфа. Интересна она тем, что начинается мощным родником в пещере. До революции у устья размещалась водяная мельница.

### Скала «Зайкин камень» и пещера «Сталактитовая»
- 56°13′20″ с. ш. 59°19′13″ в. д.HGЯO

Скала находится на правом берегу реки Уфа. Название, видимо, возникло от того, что скала напоминает голову зайца со сложенными ушами и глазом (грот).
В скале есть пещера «Сталактитовая». Вход размером 40 см x 25 см расположен в нижней части скалы. Общая длина пещеры 27,5 м, глубина 2,5 м, высота 0,9-1,6 м. Имеет зигзагообразную форму, выходит по другую сторону скалы узким отверстием и доступен не всем. Пещера находится в массиве известняков каменноугольного возраста сравнительно небольшой плотности. Название пещеры обусловлено тем, что на стенах и потолке есть натечные кальцитовые образования (небольшие сталактиты, гирлянды, почечки, лепешечки, напоминающие рыбью чешую по форме, гребешки и т. д.). Зимой потолок у входа усыпан красивыми ледяными кристаллами разнообразной формы и размеров. Фауна представлена множеством комаров, а также летучих мышей.

## Галерея

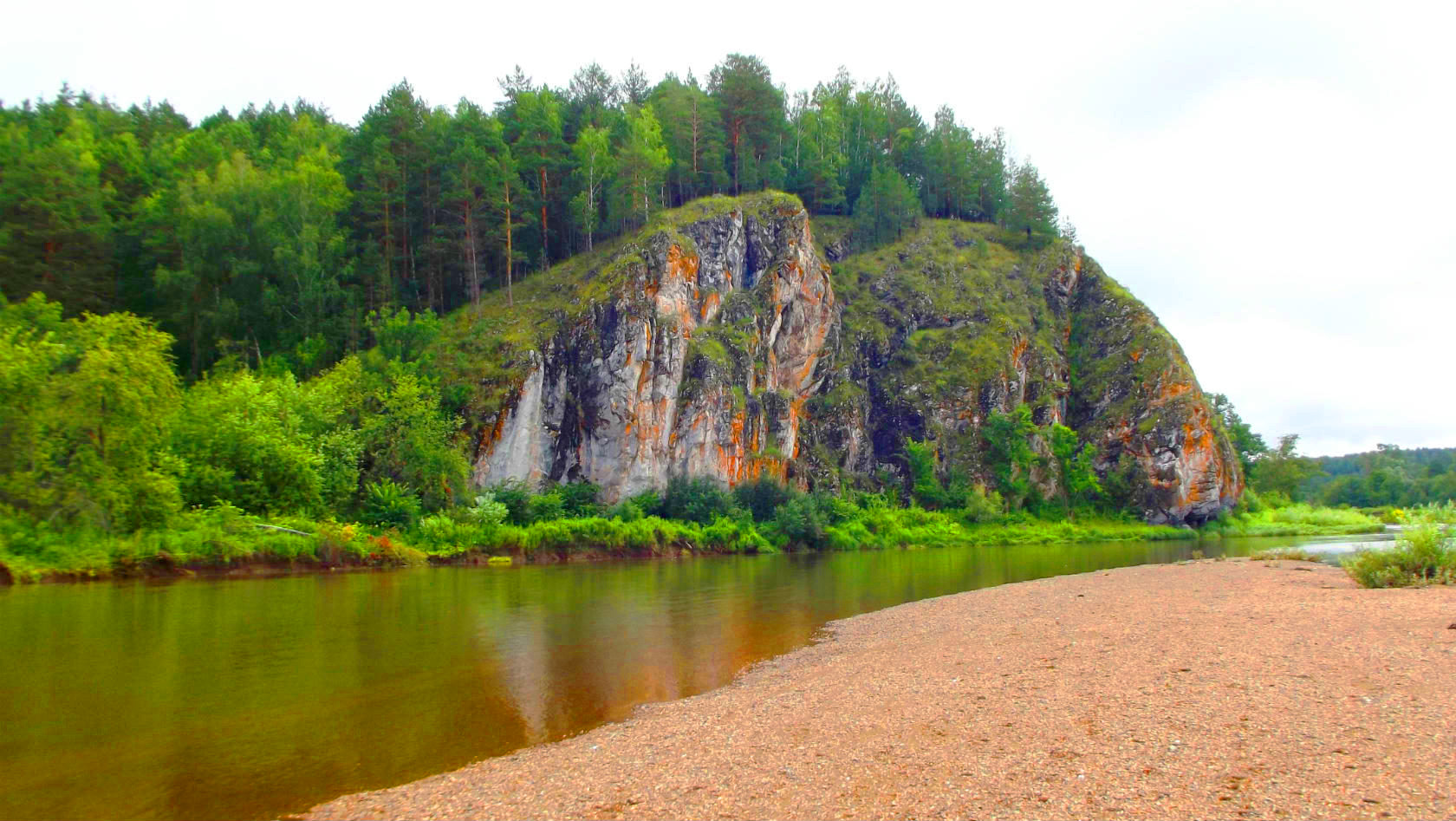
Скала «Тимофеев камень» (южная оконечность притёса)
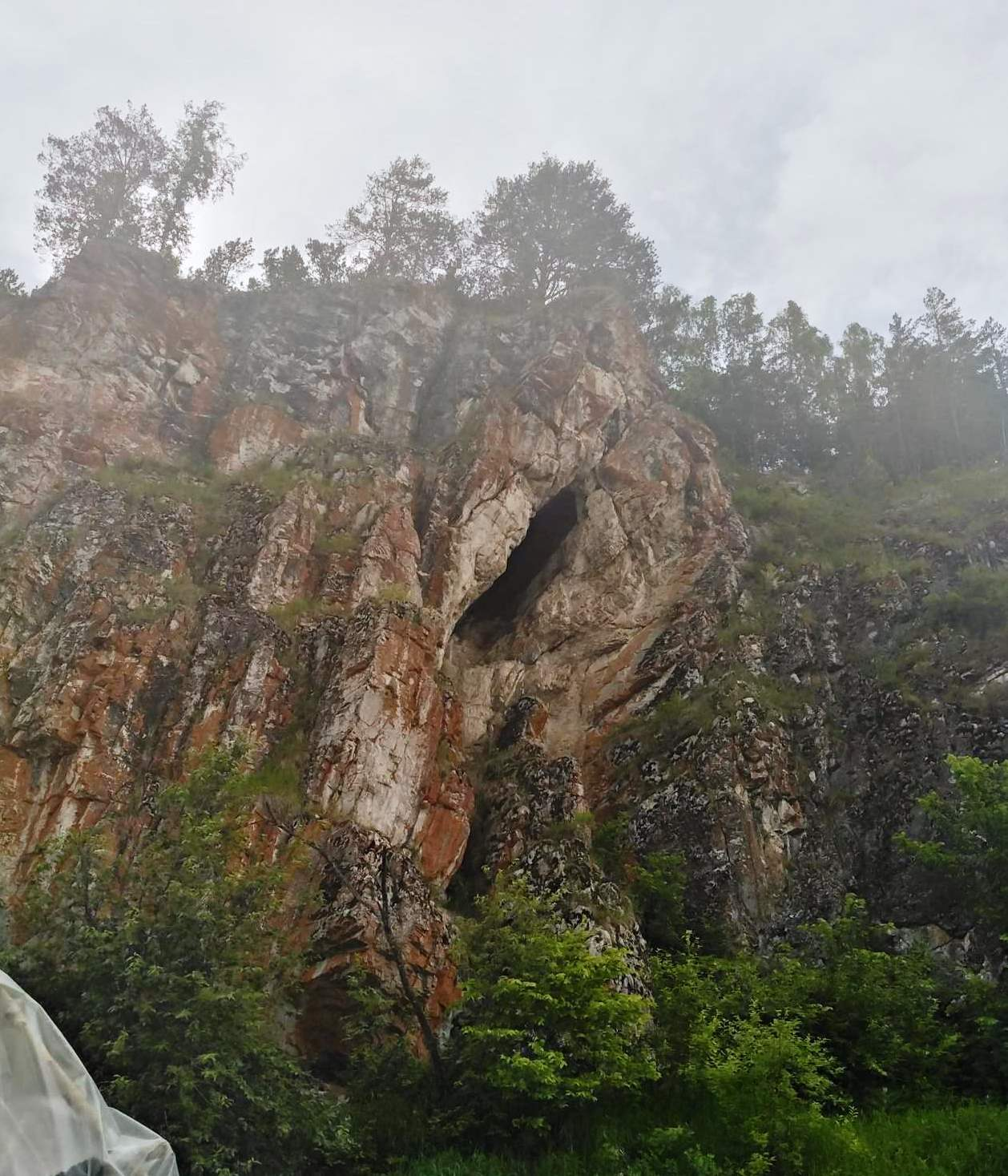
Скала «Ике-таш» (пещера в западной половине скалы)
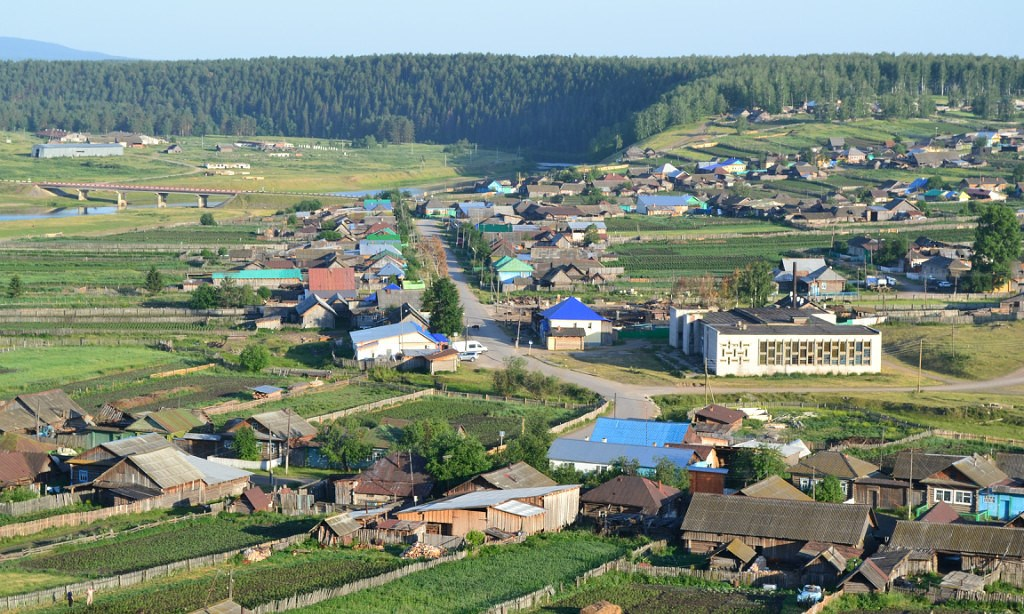
Село Арасланово расположено в каменном цирке — конусообразном участке поймы реки, на левом берегу
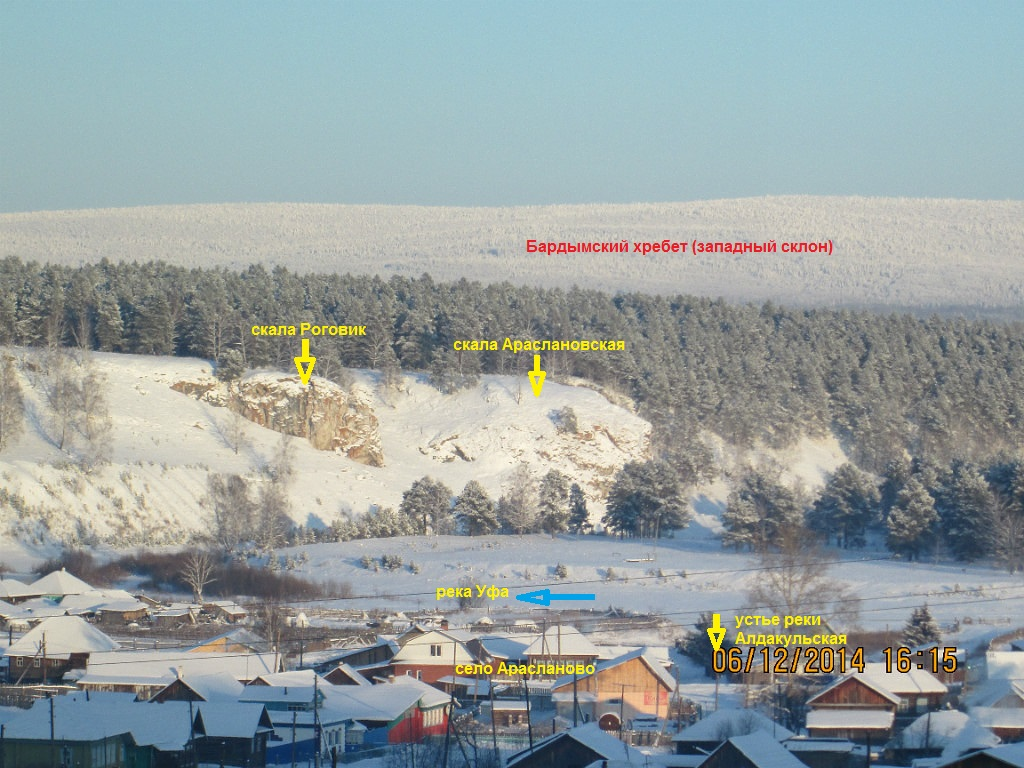
Скалы «Роговик» и «Араслановская»
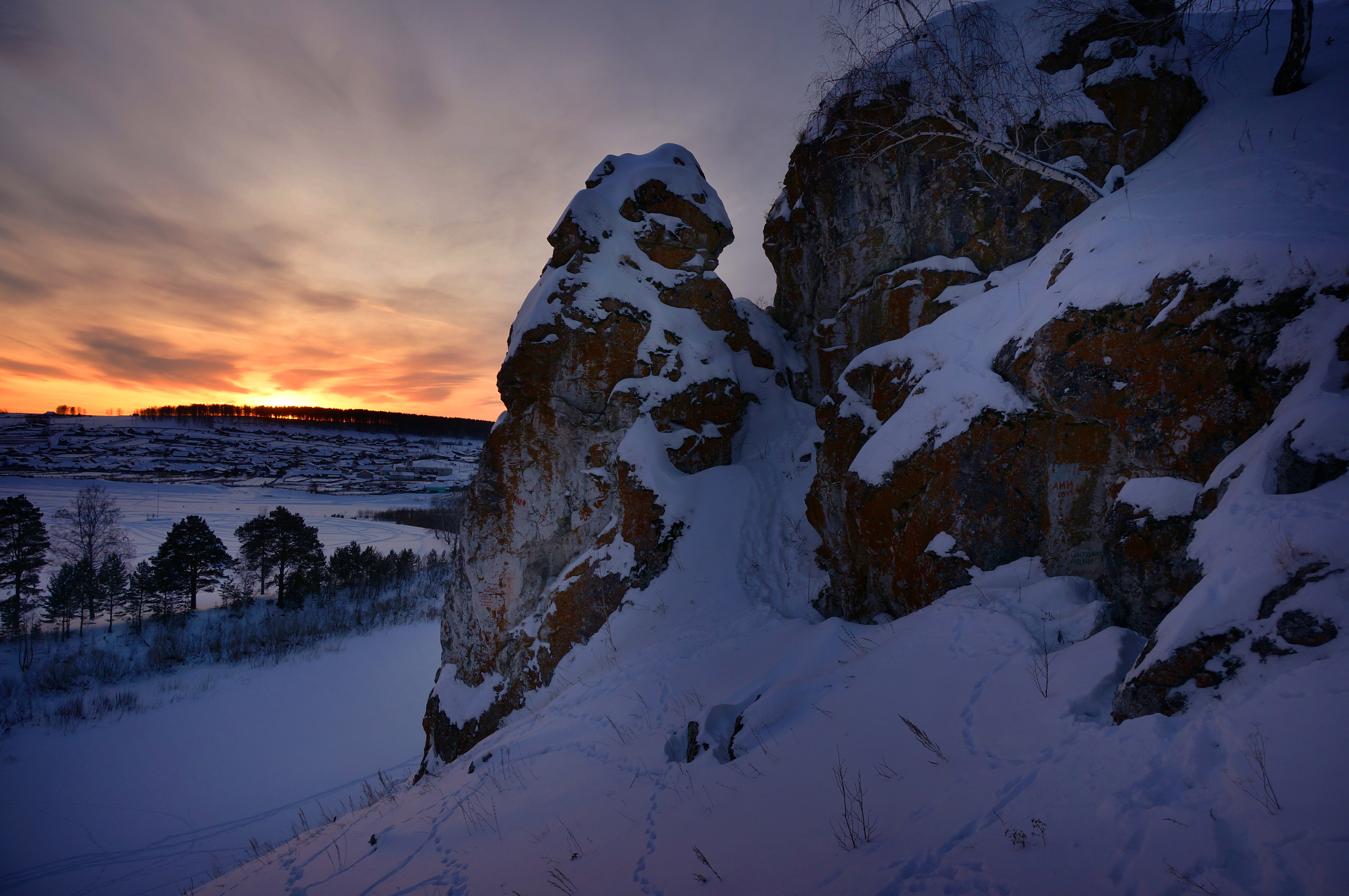
Скала «Роговик» (вид со стороны скалы «Араслановская», на дальнем плане — село Арасланово)
Скала «Араслановская» («Өй-таш»), вход в пещеру. Вид снизу по течению.
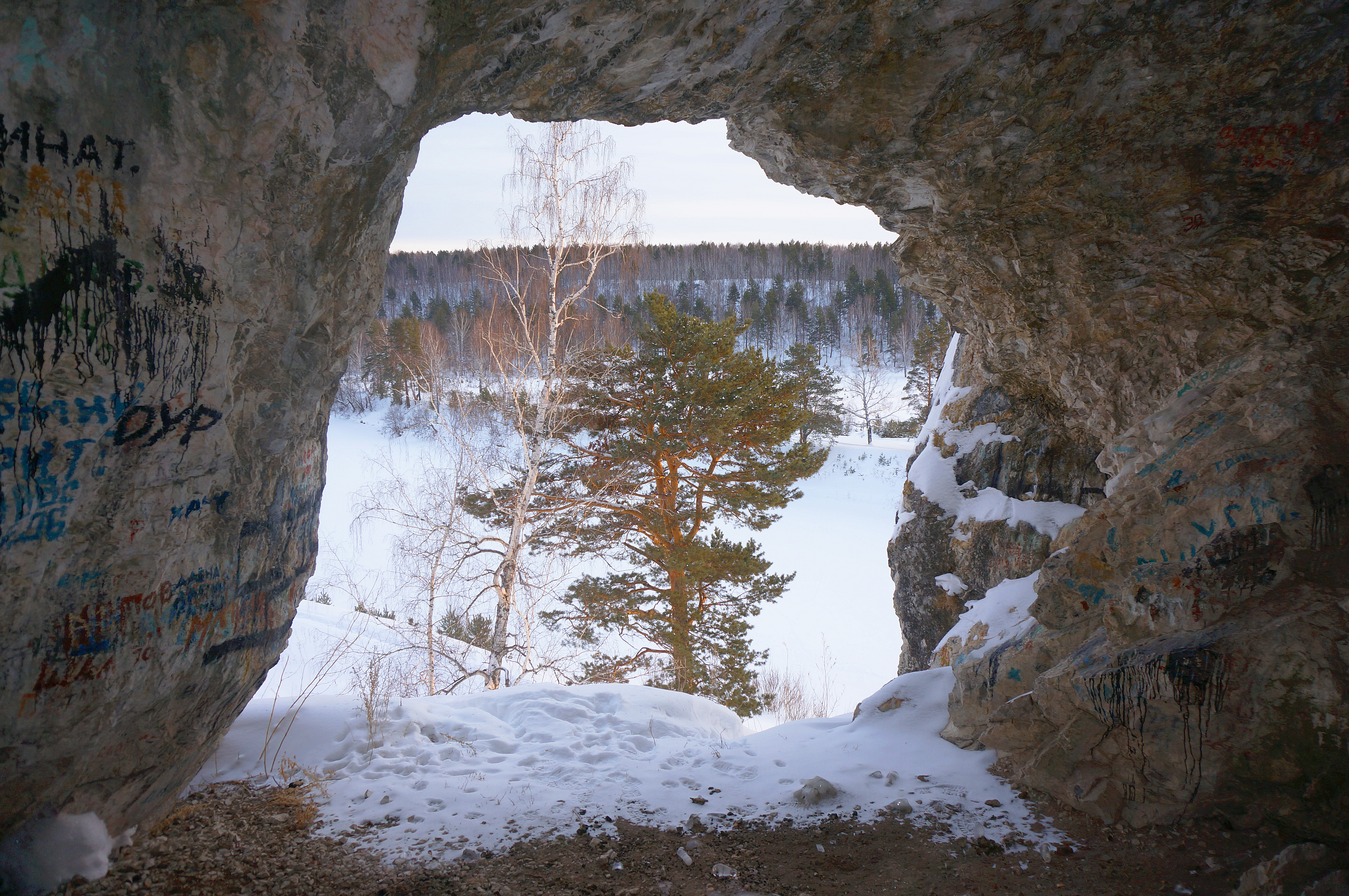
Пещера скалы «Араслановская», внутри у входа
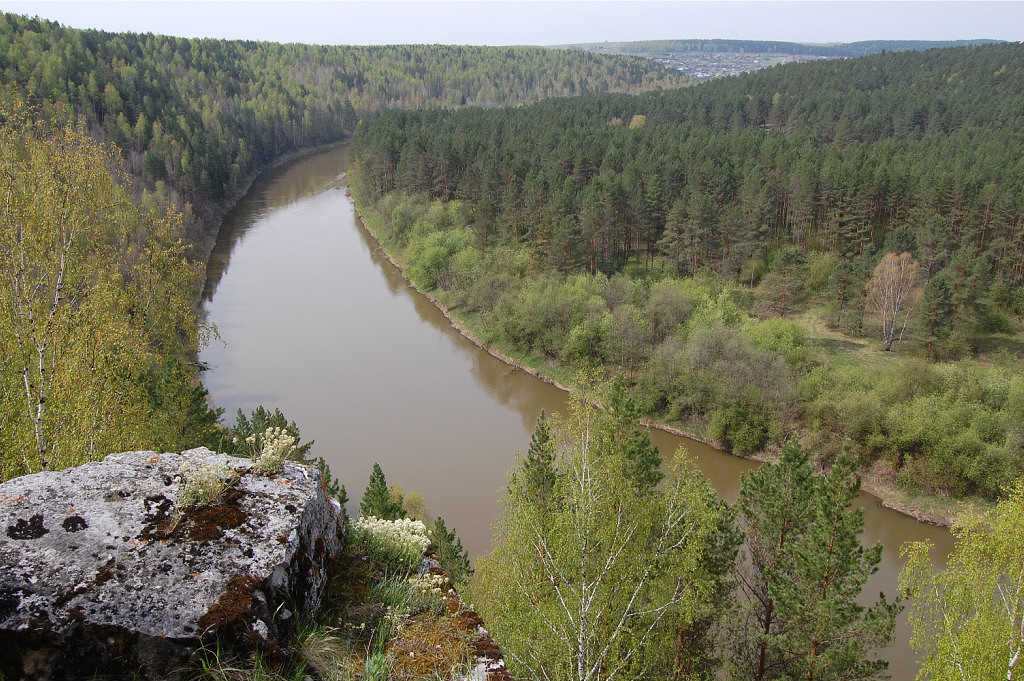
Скала «Яман-таш». Вид на реку Уфу вверх по течению. На дальнем плане село Арасланово
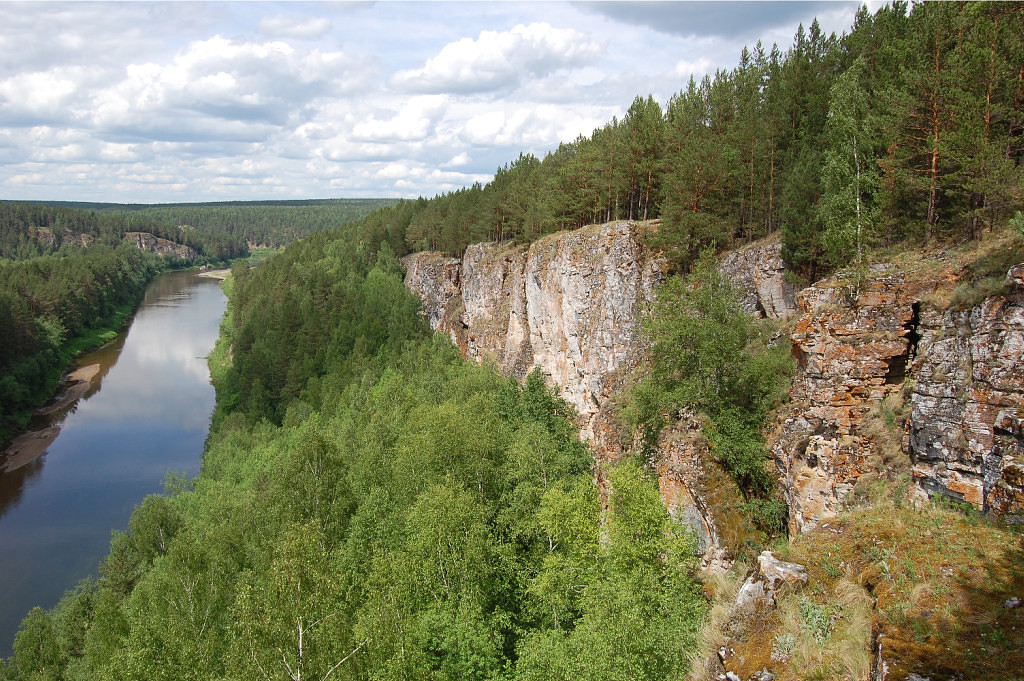
Скала «Яман-таш». Вид на реку Уфу вниз по течению. На дальнем плане скалы «Лось» и «Камень-копна»
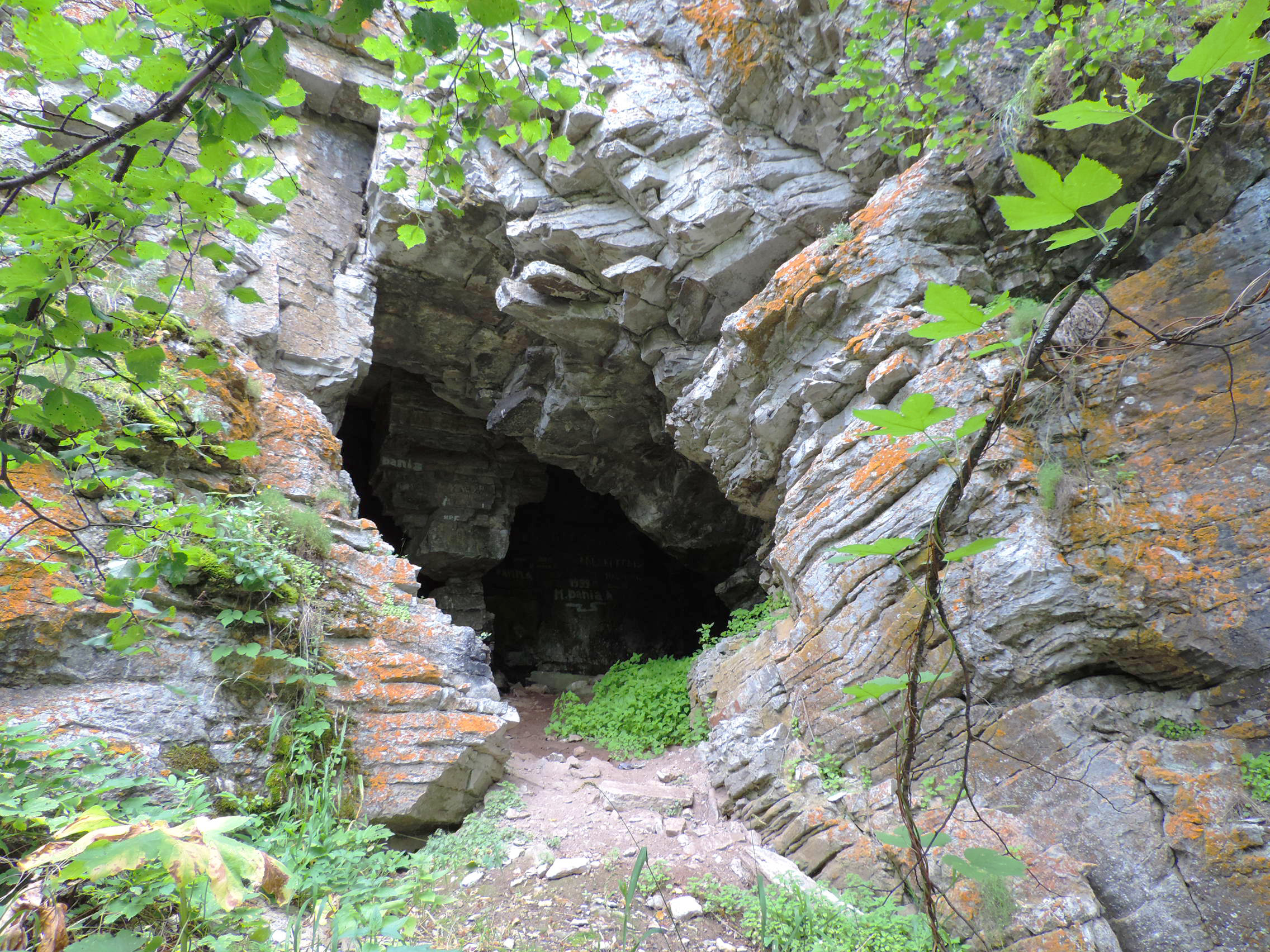
Одна из пещер пещерного комплекса «Яман-Таш»
Скала «Яман-таш». «Голова шамана» — естественная выемка в массиве скалы, напоминающая лицо человека
- Скала «Яман-таш», вид с левого берега реки
Пещерный комплекс «Яман-таш». Элемент «Араслановской писаницы»
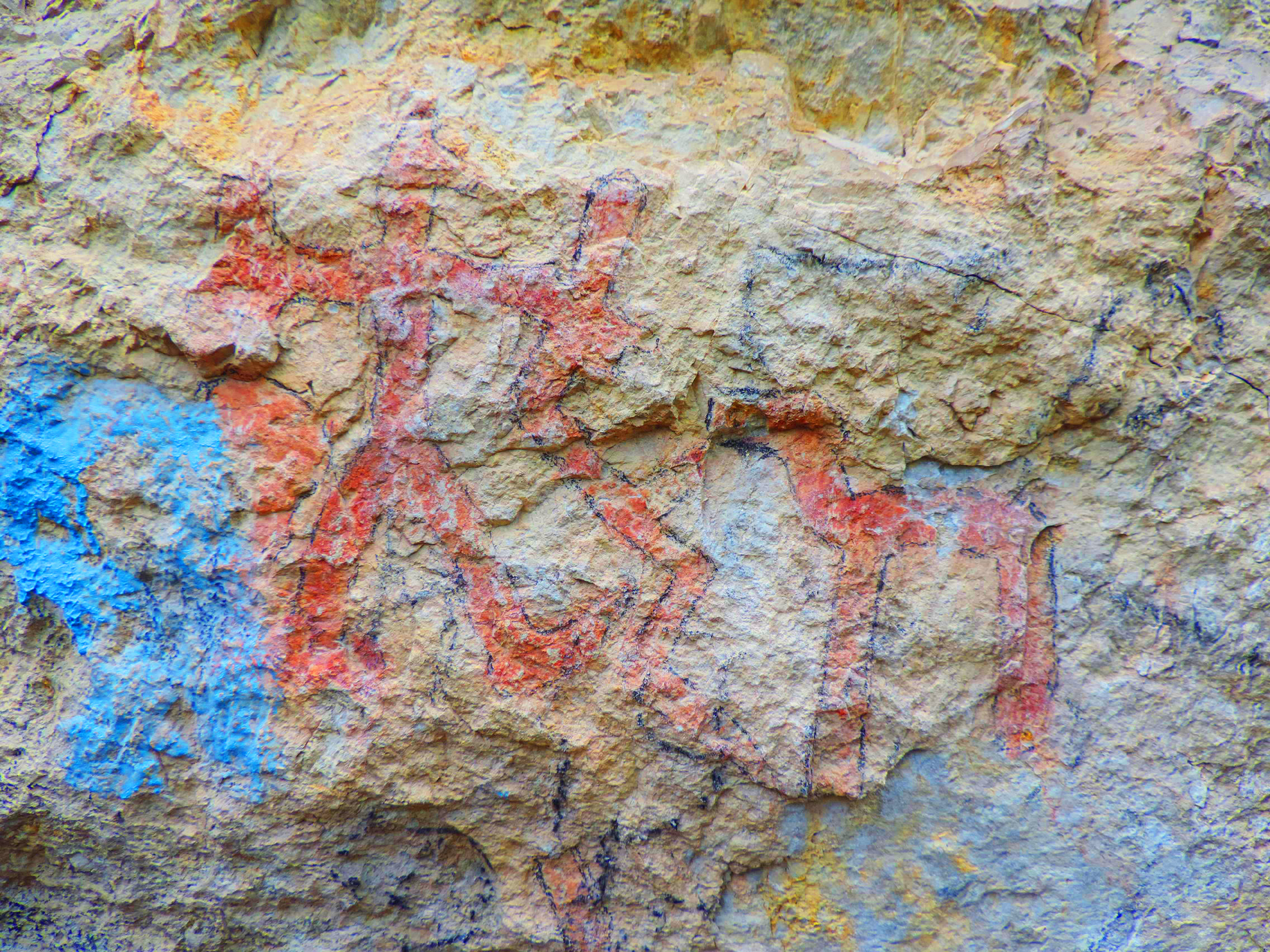
Элемент «Араслановской писаницы» — оранжевое, обведённое чёрным (синее — современное изображение)
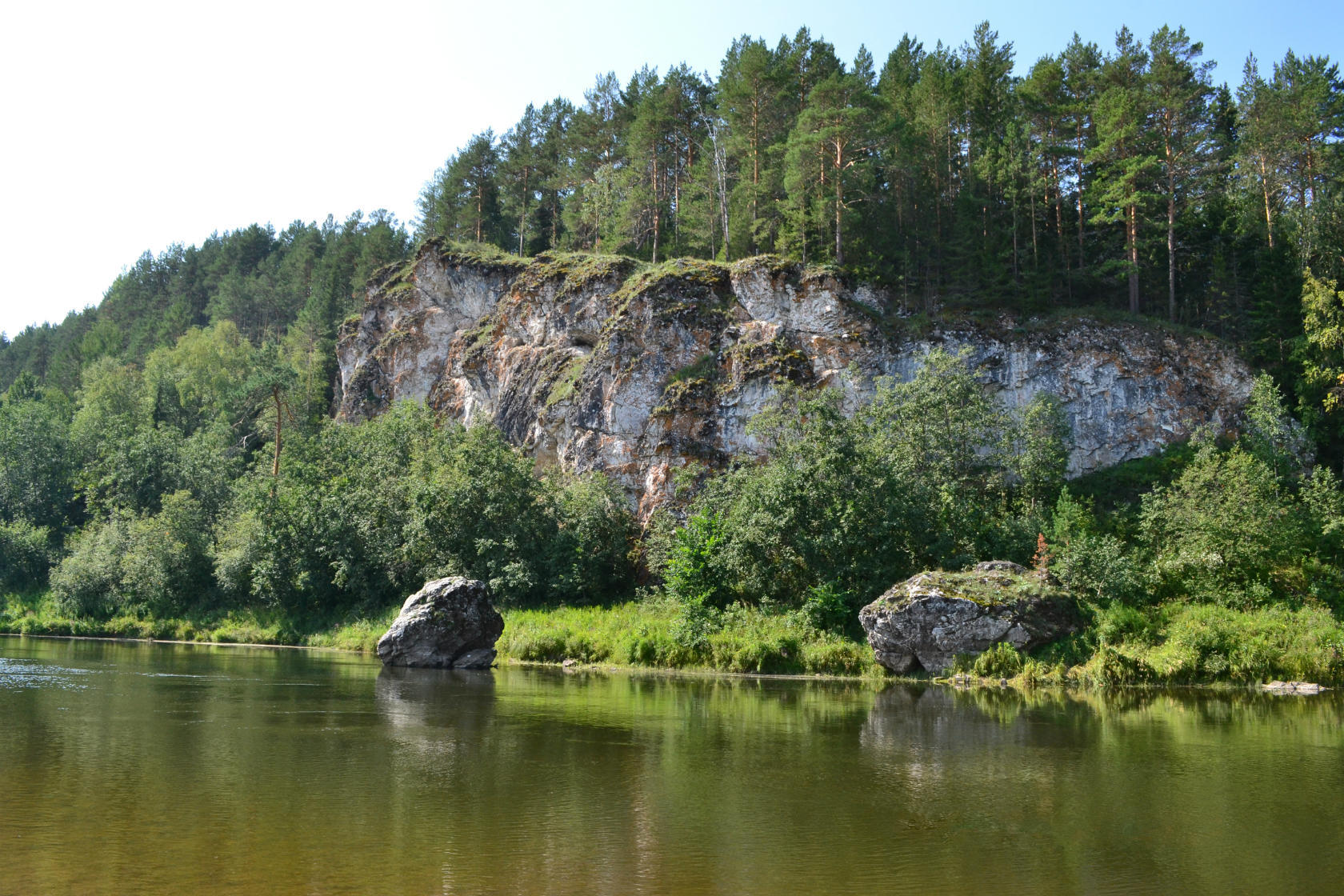
Скала «Лось» и скала «Камень-копна» («Чүмәлә-таш»)
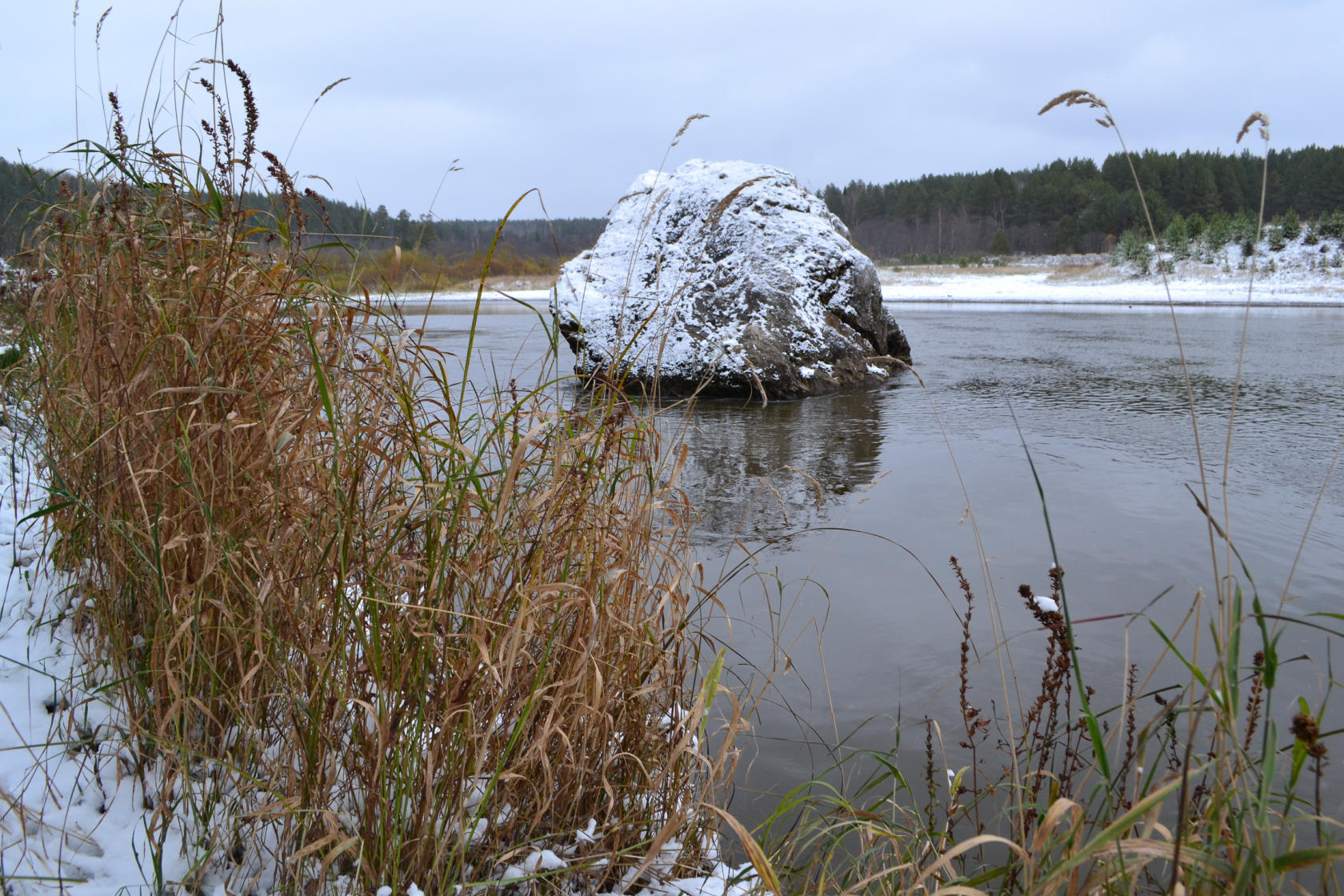
«Камень-копна»
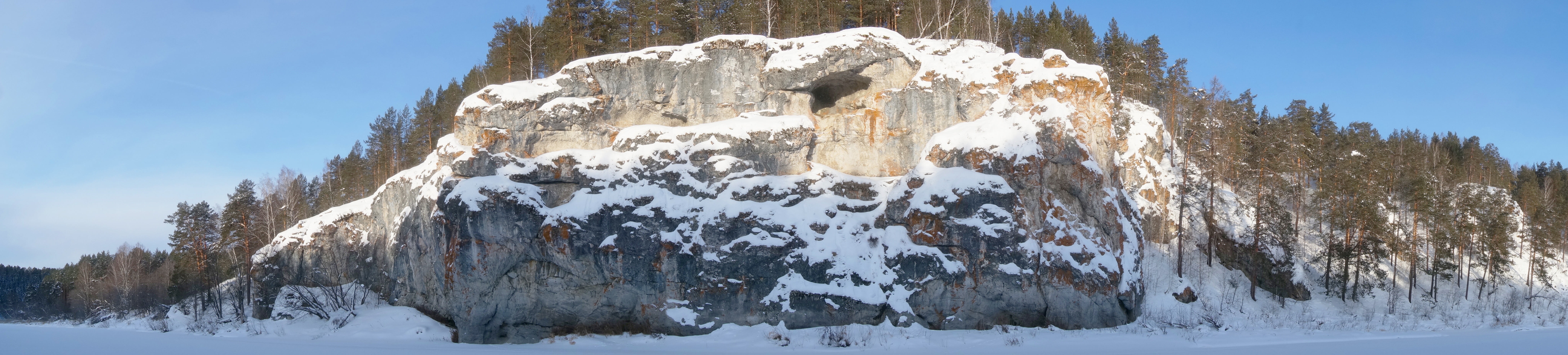
Скала «Зайкин камень» («Куян-таш») (панорамный снимок), напоминающий голову зайца с гротом-глазом и сложенными сзади ушами
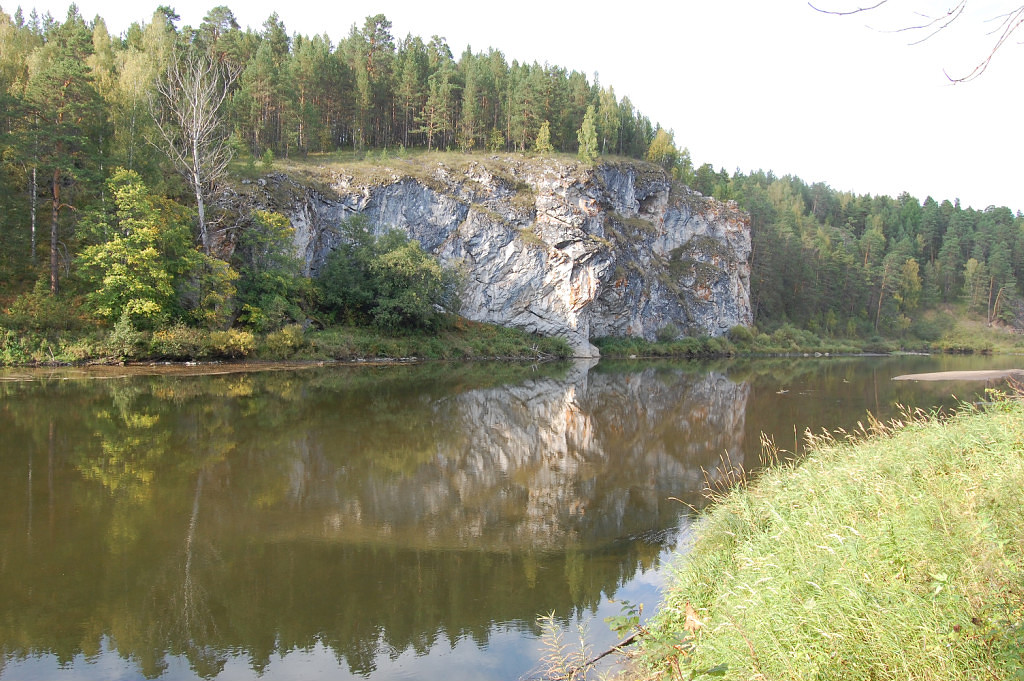
Скала «Зайкин камень» вид ниже по течению реки

## Режим охраны
1) строительство зданий и сооружений, проведение отсыпки дна и береговой полосы водного объекта, дноуглубительных и других работ, связанных с изменением дна и берегов водного объекта;

2) предоставление земельных участков и лесных участков под новое строительство, в том числе для индивидуального жилищного строительства, дачного строительства, садоводства и огородничества, фермерского хозяйства, личного подсобного хозяйства;

3) предоставление земельных и лесных участков для рекреационного использования с размещением объектов капитального и некапитального строительства, временных строений, за исключением беседок, навесов, скамеек и других аналогичных объектов для неопределённого круга лиц;

4) сброс сточных вод;

5) пользование водным объектом без разрешительных документов, предусмотренных действующим законодательством;

6) проведение рубок (за исключением санитарных рубок);

7) проведение изыскательских, взрывных, буровых работ, добыча полезных ископаемых, за исключением добычи подземных вод в целях хозяйственно-питьевого водоснабжения;

8) размещение кладбищ, скотомогильников, мест захоронения отходов производства и потребления, радиоактивных, химических, взрывчатых, токсичных, отравляющих, ядовитых веществ, удобрений, а также их складирование;

9) применение ядохимикатов и других химических средств защиты растений и стимуляторов роста растений, способных отрицательно воздействовать на древесно-кустарниковую растительность и объекты животного мира, в том числе в научных целях, за исключением случаев, связанных с защитой леса;

10) размещение стоянок транспортных средств, ремонтных мастерских, автозаправочных станций, моечных транспортных средств;

11) движение вне дорог общего пользования механических транспортных средств, за исключением транспорта, используемого при исполнении служебных обязанностей Министерством по радиационной и экологической безопасности Челябинской области, Главным управлением Министерства Российской Федерации по делам гражданской обороны, чрезвычайным ситуациям и ликвидации последствий стихийных бедствий по Челябинской области, Главным управлением лесами Челябинской области, областным государственным учреждением «Особо охраняемые природные территории Челябинской области», областным специализированным бюджетным учреждением «Центр пожаротушения и охраны леса Челябинской области». Допускается проезд механических транспортных средств землевладельцев, землепользователей, лесопользователей и собственников земель к участкам, находящимся в их владении, пользовании или собственности и расположенным в границах памятника природы участок реки Уфа между Тимофеевым и Зайкиным камнями;

12) выемка грунта, нарушение почвенно-растительного слоя, за исключением лесохозяйственных и противопожарных мероприятий;

13) распашка земель, прогон и выпас сельскохозяйственных животных, катание на лошадях, сенокошение вне специально отведённых мест;

14) сжигание сухих листьев и травы, разведение костров вне специально отведённых и оборудованных мест, проведение сельскохозяйственных палов, за исключением плановых отжигов, проводимых специалистами учреждений, подведомственных Главному управлению лесами Челябинской области, в целях снижения пожарной опасности;

15) заготовка не для собственных нужд лекарственных растений, технического сырья, древесных соков, ягод, грибов, плодов, орехов, сбор живицы;

16) повреждение информационных знаков и аншлагов;

17) разрушение природных объектов;

18) нанесение надписей на природные объекты.

13. На территории памятника природы участок реки Уфа между Тимофеевым и Зайкиным камнями реконструкция линейных сооружений допускается только при наличии положительного заключения государственной экологической экспертизы, государственной экспертизы проектной документации (в случаях, установленных законодательством Российской Федерации).